# Dyschoriste hispidula
Dyschoriste hispidula är en akantusväxtart som först beskrevs av John Gilbert Baker, och fick sitt nu gällande namn av Raymond Benoist. Dyschoriste hispidula ingår i släktet Dyschoriste och familjen akantusväxter. Utöver nominatformen finns också underarten D. h. grandiflora.